# Njisane Phillip
Njisane Nicholas Phillip  (* 29. Mai 1991 in San Fernando) ist ein ehemaliger Radrennfahrer aus Trinidad und Tobago.

## Sportlicher Werdegang
Njisane Phillip stammt aus einer Radsport-Familie: Schon sein Großvater und sein Vater waren Radrennfahrer. Als er neun Jahre alt war, zog seine Familie nach Miami, wo er durch seinen Vater mit dem Leistungs-Radsport in Berührung kam. Er spezialisierte sich auf die Bahn-Kurzzeitdisziplinen Sprint, Zeitfahren, Teamsprint und Keirin.
Später ging Phillip zurück nach Trinidad und wurde 2008 mit dem Most Outstanding International Cyclist Award ausgezeichnet, nachdem er bei den Panamerikanischen Junioren-Spielen in Ecuador Silber im Teamsprint und Bronze im Keirin gewonnen hatte. Bei den Junioren-Bahn-Weltmeisterschaften 2009 in Moskau belegte er Platz sieben im Keirin und Platz fünf im Sprint und wurde zudem nationaler Junioren-Meister im Straßenrennen. Bei den Commonwealth Games 2010 wurde er Fünfter im Sprint und Zehnter im Keirin, und bei den Zentralamerika- und Karibikspielen errang er die Goldmedaille im Sprint und die Silbermedaille im Teamsprint, gemeinsam mit Christopher Sellier und Azikiwe Kellar. Bei den Panamerikanischen Spielen 2011 in Guadalajara errang er die Bronzemedaille im Sprint.
Beim ersten Lauf des Bahnrad-Weltcups 2011/12 in Astana wurde Phillip Siebter im Sprint, beim zweiten Lauf in Cali Sechster sowie im Keirin Achter. Bei den Panamerikanischen Radmeisterschaften errang er die Goldmedaille im Sprint, stürzte aber bei dem folgenden Keirin-Rennen so schwer, dass er auf einen Start bei den UCI-Bahn-Weltmeisterschaften 2012 in Melbourne verzichten musste. Er wurde als einziger Radsportler seines Landes für die Olympischen Sommerspiele 2012 in London nominiert, belegte im Sprint Rang vier und im Keirin Rang sieben.
Njisane Phillip lebte die meiste Zeit des Jahres in den Vereinigten Staaten und wurde dort von dem ehemaligen britischen Bahnradsportler Jamie Staff trainiert, der auch das US-amerikanische National-Sprintteam betreute. Nachdem sich Phillip bei den Vorbereitungen zu den Olympischen Spielen in London von seinem Verband nicht ausreichend unterstützt fühlte, verkündete er öffentlich, dass er mit dem Gedanken spiele, in den amerikanischen Verband zu wechseln.
Im April 2013 fand auf Trinidad das dreitägige Njisane-Festival statt, an dem rund 50 internationale Spitzen-Bahnradsportler teilnahmen, darunter der Russe Denis Dmitrijew, der Malaysier Josiah Ng und der Kolumbier Fabián Puerta.
2016 wurde Phillip für die Olympischen Spiele in Rio de Janeiro zum Start im Sprint nominiert. Kurz vor Beginn der Spiele kündigte Phillip, der seine Trainingsbasis zuletzt in Kanada bei Erin Hartwell hatte, an, anschließend seine Laufbahn zu beenden. Als Grund nannte er „betrayal and disrespect by the Trinidad and Tobago Cycling Federation (TTCF) over the past few years“ („Verrat und Respektlosigkeit durch den Verband von Trinidad und Tobago in den vergangenen Jahren“). Zuletzt hatte es Unstimmigkeit zwischen ihm und den Verband gegeben, als dieser nicht Phillips langjährigen Betreuer, sondern einen anderen Begleiter für die Spiele nominiert hatte, eine Entscheidung, die der Verband jedoch später zurücknahm. Im Sprintturnier in Rio schied Njisane Phillip im Hoffnungslauf des 1/16-Finales aus und belegte Rang 13.
Im November 2016 startete Philipp ungeachtet seiner Rücktrittsankündigung beim Six Day in London. In einem Interview erklärte er, dass er entschieden habe, seine Laufbahn doch weiterzuverfolgen. Seine Ziele seien die Commonwealth Games 2018, die Weltmeisterschaften und die Olympischen Spiele 2020. 2017 belegte er gemeinsam mit Kwesi Browne und Nicholas Paul bei den Panamerikameisterschaften im Teamsprint Platz zwei; im Jahr darauf gewann die drei Fahrer diesen Wettbewerb bei den Zentralamerika- und Karibikspielen.
Bei den Commonwealth Games 2018 in Australien belegte Philipp gemeinsam mit Paul, Keron Bramble und Browne im Teamsprint Platz sechs. In derselben Konstellation wurden die vier Fahrer aus Trinidad und Tobago 2018 vor heimischem Publikum im National Cycling Centre in Couva Panamerikameister und stellten mit 42,681 Sekunden einen neuen Amerika-Rekord auf. Gemeinsam mit Browne und Paul siegte er im Teamsprint bei den Zentralamerika- und Karibikspielen 2018 sowie ebenfalls mit diesen beiden und Bramble bei den Panamerikaspielen; Phillip errang zusätzlich Silber im Sprint. Wenige Wochen später unterboten Phillip, Paul, Bramble und Browne bei den panamerikanischen Meisterschaften mit 41,938 Sekunden den eigenen Amerika-Rekord aus dem Jahr zuvor. 2019 wiederholte die Mannschaft aus Trinidad und Tobago mit Phillip ihren Erfolg bei den Panamerikameisterschaften.
Im Februar 2022 erklärte Phillip seinen endgültigen Rücktritt vom Leistungsradsport. Dennoch trat er 2025 zu den  Panamerikameisterschaften an und gewann mit Nicholas Paul und Ryan D’Abreau den Teamsprint.

## Doping und Waffenbesitz
Im Dezember 2019 wurde dem Team die Goldmedaille im Teamsprint und Phillip selbst die Silbermedaille im Sprint der Panamerikaspiele 2019 aberkannt, da Philipp positiv auf Doping getestet worden war. Aufgrund dieser Entscheidung sanken die Chancen des Teams, sich für die Olympischen Spiele in Tokio zu qualifizieren. Daraufhin bestritten Browne und Phillip keine weiteren Wettbewerbe, und der kanadische Nationaltrainer Erin Hartwell verließ den Verband und wechselte nach China. Im Juli 2020 wurde die Disqualifikation vom Internationalen Sportgerichtshof bestätigt.
Im März 2023 wurde Philipp auf Trinidad verhaftet und angeklagt, nachdem in dem Wagen, den er fuhr, eine Schusswaffe, vier Schuss Munition und Marihuana gefunden worden waren. Gegen Zahlung einer Kaution von 300.000 Dollar wurde er vorläufig auf freien Fuß gesetzt, musste er aber seine beiden Ausweise (Trinidad und Tobago, USA) abgeben.

## Ehrungen
2011 wurde Njisane Phillip vom Trinidad and Tobago Olympic Committee als Sports Personality of the Year ausgezeichnet. Bei den vom trinidadischen Sportministerium ausgerichteten Spirit of Sport Awards gewann Phillip 2012 in der Kategorie Record Breaking Performance.

## Erfolge
2009
- Jugend-Meister von Trinidad und Tobago – Straßenrennen

2010
- Panamerikameisterschaft – Teamsprint (mit Christopher Sellier und Azikiwe Kellar)
- Zentralamerika- und Karibikspiele – Sprint
- Zentralamerika- und Karibikspiele – Teamsprint (mit Christopher Sellier und Azikiwe Kellar)

2011
- Panamerikanische Spiele – Sprint

2012
- Panamerikameister – Sprint

2015
- Panamerikameisterschaft – Sprint
- Panamerikanische Spiele – Sprint
- Meister von Trinidad und Tobago – Sprint, Keirin

2017
- Panamerikameisterschaft – Teamsprint (mit Kwesi Browne und Nicholas Paul)

2018
- Panamerikameister – Teamsprint (mit Nicholas Paul, Kwesi Browne und Keron Bramble)
- Zentralamerika- und Karibikspielesieger – Teamsprint (mit Kwesi Browne und Nicholas Paul)

2019
- Panamerikaspielesieger – Teamsprint (mit Nicholas Paul, Kwesi Browne und Keron Bramble)
- Panamerikaspiele – Sprint
- Panamerikameister – Teamsprint (mit Nicholas Paul, Kwesi Browne und Keron Bramble)

2021
- Panamerikameisterschaft – Teamsprint (mit Zion Pulido und Keron Bramble)
- Panamerikameisterschaft – Keirin

2025
- Panamerikameister – Teamsprint (mit Nicholas Paul und Ryan D’Abreau)